# Tobacco Road (chanson)
Pour les articles homonymes, voir Tobacco Road.
Singles de John D. Loudermilk
The Happy Wanderer (Val-de Ri-val-de Ra)
(1959) Language Of Love
(1961)
Tobacco Road est une chanson de blues écrite et enregistrée pour la première fois par John D. Loudermilk en décembre 1959 et sortie en janvier 1960. Cette chanson est un succès en 1964 pour The Nashville Teens et devient ensuite un standard dans plusieurs genres musicaux.

## Original de Loudermilk
Initialement conçue comme une chanson folk, Tobacco Road est un conte semi-autobiographique sur le thème d'une enfance difficile passée à Durham, en Caroline du Nord, sur « la route du tabac ».

« J'ai eu l'idée d'écrire cette chanson à propos une rue de notre ville qui s'appelait Tobacco Road parce que c'était là qu'ils roulaient les barriques pleines de tabac jusqu'à la rivière pour être chargées sur des barges. Le long de cette route, il y avait beaucoup de vrais durs, des gens miteux, et vos parents seraient morts s'ils pensaient que vous étiez jamais allé là-bas. »

Tobacco Road est un air de blues « avec un rythme percutant joué sur les cordes basses de la guitare, relié par un pont plus léger et plus jazzy, et parfois décoré par des figures de guitare bluesy ». Sortie le 18 janvier 1960 chez Columbia, ce n'est pas un hit pour Loudermilk, qui n'obtient qu'un succès mineur dans les charts en Australie. D'autres artistes, cependant, commencent immédiatement à enregistrer et à interpréter la chanson.

## Un tube pour The Nashville Teens
Singles de The Nashville Teens
Google Eye
(1964)
Le rendu garage,/blues rock par le groupe anglais The Nashville Teens est un effort audacieux, avec des parties proéminentes de piano, de guitare électrique et de grosse caisse et une double voix principale. Mickie Most la produit avec la même sensation de pop dure et tranchante qu'il a apporté aux succès de The Animals. Tobacco Road est un hit pop transatlantique en 1964, atteignant le no 6 du classement des singles britanniques et le no 14 du classement des singles américains. Alors que les Nashville Teens obtiennent encore d'autres succès au Royaume-Uni, aux États-Unis, Tobacco Road reste succès sans lendemain de plus pour la British Invasion.
Il est dit, à tort, que c'est Jimmy Page qui joue la partie de guitare de Tobacco Road, et John Hawken est contraint de faire un démenti ; c'est bien John Allen, le guitariste du groupe, qui officie sur ce disque.

## Autres versions et utilisations ultérieures
Dick Rivers et Mya Simille écrivent une adaptation en français de Tobacco Road. Celle-ci est enregistrée en 1964 et incluse dans l'album Dick. Cette version est calquée sur celle des Nashville Teens.
The Jefferson Airplane enregistre une version de Tobacco Road sur son premier album, Jefferson Airplane Takes Off, en 1966. C'es l'une des deux seules chansons de cet album non écrites par un des membres du groupe. Takes Off est le seul album qu'ils enregistrent avec leur chanteuse originale Signe Anderson. Signe, qui est une chanteuse fabuleuse pour JA, quitte le groupe pour élever son nouveau-né ; c'est à ce moment-là que JA recrute Grace Slick du groupe The Great Society. Le son sur Takes Off et sur Tobacco Road, avec Signe au chant, s'apparente à du folk rock mélodique. Cependant, avec l'arrivée de Grace Slick, qui amène White Rabbit avec elle, ils deviennent moins folk et beaucoup plus rock sur l'album suivant et poursuivent ensuite dans cette direction.
En 1966, Michael Jackson, alors âgé de huit ans, interprète Tobacco Road acapella lors d'une de ses toutes premières auditions pour One-derful Records, à Chicago. 
Le groupe psychédélique britannique Spooky Tooth enregistre une version en 1968 pour son premier album It's All About.
En 1969, Johnny Winter et son frère Edgar interprètent Tobacco Road au festival de Woodstock. La chanson est un succès pour Edgar Winter (avec Johnny) sur son premier album Entrance en 1970, et il joue une version live de 17 minutes de la chanson sur le double LP Roadwork de 1972. 
Dans les années 1970, les auteurs-compositeurs Nicky Chinn et Mike Chapman, accusés d'avoir plagié le riff de guitare de The Jean Genie de David Bowie pour écrire Block Buster! pour le groupe Sweet, affirment s'être inspirés de Tobacco Road.
Eric Burdon la reprend avec son groupe War en  1970 dans leur premier album Eric Burdon Declares "War". Tobacco Road est le second single extrait de cet album.
Jean-Jacques Goldman s'en inspire pour composer les couplets de sa chanson Quand la musique est bonne en 1982. Le texte y fait également référence explicitement dans les premières paroles : « J'ai trop rôdé dans les tobacco road ». Goldman reprend la version originale en tournée avec son groupe Fredericks Goldman Jones en 1994 et 1995, comme en témoigne l'enregistrement présent sur l'album live Du New Morning au Zénith, et en 2003 en compagnie de Michael Jones et Gildas Arzel pour la compilation Autour du Blues vol. 2.
Roy Clark inclus la chanson sur son album de 1986 Rockin' in the Country. Sa version culmine au no 56 du palmarès Hot Country Singles de Billboard.
David Lee Roth reprend la chanson sur son album de 1986 Eat 'Em and Smile.
Parmi les nombreux artistes ayant enregistré cette chanson, on compte également Lou Rawls with the Onzy Mathews Band (1963), Billy Lee Riley (1965), The Leaves (1966), Blues Magoos (1966), Bobbie Gentry (1968), Junior Wells and his Chicago Band with Buddy Guy (1968), Rare Earth (1969), Shocking Blue (1972), Mud (1975), Little Bob Story (1977), Status Quo (2003), Tony Joe White (2006) et Mercury Rev featuring Susanne Sundfør (2019).